# Ivan Čerezov
Ivan Jurjevič Čerezov (* 18. listopadu 1980, Iževsk, Sovětský svaz) je bývalý ruský biatlonista.

## Kariéra
Ve světovém poháru se za celou svou kariéru dočkal 7 vítězných závodů. Celkem stál na podiu pro nejlepší tři závodníky 16krát.
Je trojnásobným mistrem světa. V letech 2008 a 2007 získal zlaté medaile ve štafetových závodech na 4 x 7.5 kilometru. V roce 2005 pak vyhrál zlatou medaili v závodě smíšených štafet.
V roce 2006 si na olympiádě v Turíně dojel ve štafetovém závodě pro stříbrnou medaili a v roce 2010 přidal ve stejném závodě bronz.